# 장 줄리앙
장 줄리앙(프랑스어: Jean Jullien, 1983년 3월 14일 ~ )은 프랑스의 그래픽 디자이너이자 일러스트레이터이다.

## 생애
줄리앙은 숄레에서 태어났다. 그는 낭트에서 살다가 20대에 런던으로 이주했고, 그는 센트럴 세인트 마틴스 예술 대학과 왕립 예술 대학에서 공부했다. 그의 작품은 텔레라마, 르 누벨 옵서버터, 뉴욕 타임즈, 가디언 등의 출판물에 등장했으며, 그의 고객으로는 퐁피두 센터, 예일 대학교, 나이키 등이 있다.

### Peace for Paris
2015년 11월 파리 테러가 발생하자, 줄리앙은 에펠탑을 연상시키는 고전적인 평화 상징의 변형을 만들었다. 이 이미지는 소셜 미디어와 뉴스 보도를 통해 테러에 대한 전 세계의 동정과 연대의 확인을 통해 빠르게 입소문이 났다. 2015년 1월 찰리 에브도 총기난사 사건 이후 연대해 그림을 출간하기도 했다.
베를린 주재 프랑스 대사관은 그의 상징물을 외부 조명 설치에 사용했고, 슬로건과 함께 사용했다.